# Thomás Chacón
Thomás Chacón Yona (Palmitas, 17 agosto 2000) è un calciatore uruguaiano, centrocampista del Bellinzona.

## Caratteristiche tecniche
È un trequartista.

## Carriera

### Club
Cresciuto nel settore giovanile del Danubio, ha esordito il 23 novembre 2017 in occasione del match di campionato pareggiato 2-2 contro l'El Tanque Sisley.

### Nazionale
Ha giocato nella nazionale uruguaiana Under-17.
Ha partecipato ai Mondiali Under-20 del 2019.